# Jan Tadeusz Czech
Jan Tadeusz Czech (ur. 20 stycznia 1950 r. w Starym Sączu) – polski twórca ekslibrisów. 
Pochodzi z rodziny znanej w tym mieście i wielce dla miasta zasłużonej.
Pradziadek ze strony matki, Edward Szayer (1856-1940) był prawnikiem i w okresie międzywojennym przez wiele lat burmistrzem Starego Sącza, a jego córka Jadwiga Szayer znana powszechnie melomanom jako Ada Sari (1886-1968), była światowej sławy śpiewaczką operową, obdarzoną niezwyczajnym sopranem koloraturowym.
Jego dziadek Jan Joachim Czech (1888-1955) był pedagogiem, literatem i kompozytorem - piewcą Sądecczyzny.
Szkołę podstawową ukończył w Starym Sączu w 1963 r.
W 1969 r. ukończył Państwową Szkołą Techniczną Wodno-Melioracyjną w Puławach, z dyplomem technika melioracji wodnych. Pracował przy regulacji potoków górskich. Był młodym, wysportowanym człowiekiem, uprawiał turystykę górską narciarstwo, żeglarstwo. Do 1975 r., w którym uległ wypadkowi, a trwała kontuzja skazała go na wózek inwalidzki.
Był to w jego życiu szczególnie trudny okres, w którym musiał wykazać hart ducha i silną wolę popartą ogromnym wysiłkiem fizycznym, by dostosować się do „nowego” życia, by uwierzyć w siebie, a swoją przyszłość ujrzeć w jaśniejszych barwach.
W zmaganiach tych nie był osamotniony, podporą była rodzina, a szczególnie żona Jolanta. Szukał zajęć twórczych, by poprzez pracę odnaleźć sens życia, także czerpać satysfakcję, że nie tylko bierze, ale i coś daje z siebie. Chciał czuć się potrzebnym. Mozolnie i wytrwale ćwiczył leworęczność, gdyż tylko lewa dłoń była sprawna. 
Od 1977 r. rzeźbił w drewnie, ale z upływem czasu „odkrył dla siebie” linoryt i w tej technice tworzył przez lata.
Od 1980 r. zaczął haftem krzyżykowym wyszywać obrusy, serwetki, bieżniki, tworząc własne interesujące wzory, inspirowane m.in. folklorem góralskim. Główną jednak dziedziną twórczości jest linoryt, a tematy tworzonych linorytów to m.in. zabytkowa architektura Starego Sącza, i innych miejscowości kraju, rośliny, zwierzęta, kompozycje kwiatowe. Także motywy numizmatyczne i heraldyczne. Na niektórych linorytach przedstawiał też ludzi. W miniaturowych kompozycjach graficznych - w ekslibrisach, przejawiał się najpełniej jego talent i inwencja twórcza, łączące doskonałość rysunku z pomysłowością i fantazją. Prace te świadczyły nie tylko o wielkim talencie i wielkiej pracowitości, ale także o ciągłym doskonaleniu warsztatu.
Ekslibrisy te bardzo często w sposób jasny i prosty przedstawiają cechy charakteru, zalety i zainteresowania ich właścicieli lub charakteryzują posiadany księgozbiór. 
Rysunki na ekslibrisach mają motywy patriotyczne, historyczne, krajobrazowe, marynistyczne, numizmatyczne, szachowe, lotnicze, przyrodnicze itd.
Bardzo dużo jest wiernie odwzorowanych obiektów zabytkowych i ich detali nie tylko ze Starego Sącza, ale i wielu miejscowości Polski. Są starannie dopracowane i przyciągają uwagę oglądających.
Swoje prace po raz pierwszy zaprezentował w 1982 r. na indywidualnej wystawie w Starym Sączu - pokazał linoryty, rzeźby w drewnie i haft.
Pierwsza wystawa tylko ekslibrisów była w 1986 r. w Miejskiej Bibliotece Publicznej w Starym Sączu. 
Powodzenie pierwszych wystaw spowodowało, że wielokrotnie brał udział w konkursach i pokonkursowych wystawach Klubu Twórczego TPSP, zajmując czołowe miejsca w dziale grafiki i haftu. Kilkakrotnie brał udział w Plenerach twórców niepełnosprawnych organizowanych przez Polskie Towarzystwo Walki z Kalectwem w Myślcu nad Popradem. Dalsze wypady do odleglejszych miejscowości były zbyt uciążliwe.
Za swoje prace otrzymywał liczne nagrody i wyróżnienia, między innymi w Ogólnopolskim Konkursie na Ekslibris w Bielsku-Białej w 1986 roku, w Turku w 1987 r., w Żarach w 1988 roku, w Ogólnopolskim Biennale Sztuki Nieprofesjonalnej w Skawinie 1987 i 1989 r., w Międzynarodowym Konkursie na Ekslibris w Starachowicach 1990 r.
Prace swoje prezentował na licznych wystawach indywidualnych w Warszawie, ale także w Bartoszycach, Brodnicy, Chrzanowie, Cieszynie, Częstochowie, Katowicach, Kłobucku, Koniecpolu, Konstancinie, Krakowie, Krynicy, Myszkowie, Łodzi (Widzewska Galeria Ekslibrisu w Łodzi), Praszce, Radomsku, Siewierzu, Starym i Nowym Sączu, Wałbrzychu, Żywcu a także poza krajem, w Belgii, Kanadzie i Rosji. 
Brał też udział w licznych wystawach zbiorowych m.in. w Grudziądzu, Koninie, Łodzi, Olsztynie, Skawinie, Starachowicach, Szczawnicy, Świebodzinie, Rawiczu, Zamościu i Żarach, oraz RFN i Bułgarii. 
Brał udział w wystawie zbiorowej (grafika) "Krajowa Wystawa Twórczości Osób Niepełnosprawnych - BWA w Katowicach w 1991 i wystawie zbiorowej "Międzynarodowa Wystawa Ekslibrisu Sakralnego" w MBP w 1991, I Ogólnopolskim Triennale "Tradycje oręża polskiego w ekslibrisie" - Biblioteka Narodowa w Warszawie 1997.
W swoim dorobku ma ponad 480 linorytów, w tym 262 ekslibrisy.
Był jednym z pierwszych twórców, którzy do projektowania ekslibrisów zaprzęgli komputer, tworzył takie ekslibrisy w 1989 r. i latach następnych.
Jako jeden z pierwszych stworzył znak własnościowy do zbioru kaset wideo.

## Opinie
Myślę, że (…) starając się wiernie oddać uosobienie właścicieli księgoznaków, poprzez utkaną graficznie symbolikę ich życiowych pasji - często zatapia w nich własne tęsknoty, doznania i fascynacje.(...) Nazwany kiedyś „starosądeckim czarodziejem piękna”, w pełni na to określenie zasługuje, i mimo niedogodności, jaką jest wózek inwalidzki, znalazł swoje miejsce i sens w życiu. Myślę, że (…) wyraźniej dostrzega to - co my pełnosprawni pomijamy w codziennym zabieganiu, tworzy on swój świat - ręka artysty przybliża go innym i sobie - tak pisał Artur Czech w katalogu wystawy z 1991 r. „Jan Tadeusz Czech. Stary Sącz w ekslibrisie”.